# Národní liga ragby
Národní liga ragby je druhá nejvyšší domácí liga ragby v České republice, po České ragbyové extralize. V lize je také jeden klub ze Slovenska. Sezóna trvá od poloviny září do konce května.

## Historie
Liga začala jako Druhá liga, ale v sezóně 1999-2000 byla přejmenována na První Ligu. Ze sponzorských důvodů se do sezony 2015/16 nazývá KB První Liga .

## Aktuální týmy
| Klub                    | Celé jméno                              | Město                    | Stadion                 |
| ----------------------- | --------------------------------------- | ------------------------ | ----------------------- |
| RC Bystrc               | Rugby Club Brno Bystrc                  | Brno                     | N / A                   |
| RC Olomouc              | Rugby Club Olomouc                      | Olomouc                  | N / A                   |
| RK Petrovice            | Ragby Klub Petrovice                    | Petrovice (Praha)        | N / A                   |
| RC Přelouč              | Rugby Club Přelouč                      | Přelouč                  | Rugbyové hřiště PARKHEM |
| RC Zlín                 | Rugby Club Zlín                         | Zlín                     | Stadion mládeže         |
| RC Slovan Bratislava    | Klub Rugby Slovan Bratislava            | Bratislava,Slovensko     | Stadion Slovnaft        |
| TJ Sokol Mariánské Hory | Tělocvičná jednota Sokol Mariánské Hory | Mariánské Hory (Ostrava) | N / A                   |